# クラレインテリア
クラレインテリア株式会社は、かつて大阪府大阪市北区梅田一丁目に所在した家具メーカー。クラレの連結子会社だったが、2010年3月に解散となった。

## 沿革
- 1964年（昭和39年） - 北海道民芸木工として設立。
- 1967年（昭和42年） - 「北海道民芸家具」発表。
- 1977年（昭和52年） - 北海道民芸木工とクラレインテリヤが合併、クラレインテリヤ北海道民芸木工に。
- 1982年（昭和57年） - クラレインテリアに社名変更。
- 2009年（平成21年） - 「北海道民芸家具」の生産・販売を停止
- 2009年（平成21年） - 飛騨産業が「北海道民芸家具」のブランドおよび製造工場を継承すると発表。
- 2010年 （平成22年） - 解散